# Grabowiec (Bielsk Podlaski)
Pour les articles homonymes, voir Grabowiec.
Grabowiec est un village de Pologne, situé dans la gmina de Bielsk Podlaski, dans le Powiat de Bielsk Podlaski, dans la voïvodie de Podlachie.

## Source
- (en) Cet article est partiellement ou en totalité issu de l’article de Wikipédia en anglais intitulé « Grabowiec, Bielsk County » (voir la liste des auteurs).